# Dag Westerståhl
Dag Westerståhl, född 1946 i Stockholm, filosof och logiker, professor i teoretisk filosofi vid Stockholms universitet (tidigare Göteborgs universitet). Westerståhl disputerade 1977 på avhandlingen Some philosophical aspects of abstract model theory. 
Westerståhl har i ett flertal publikationer fokuserat på frågeställningar inom logik och språkfilosofi. Till exempel kan boken Quantifiers in language and logic (2006), författad tillsammans med lingvisten Stanley Peters, nämnas. Här presenteras en omfattande formell semantik för kvantifikation i naturliga språk och logik.
Westerståhl har även lett ett större forskningsprojekt om relativism. 
Westerståhl är ledamot av Kungliga Vetenskapsakademien och, sedan 1999, av Kungliga Vetenskaps- och Vitterhetssamhället i Göteborg.